# 陳勝・呉広の乱

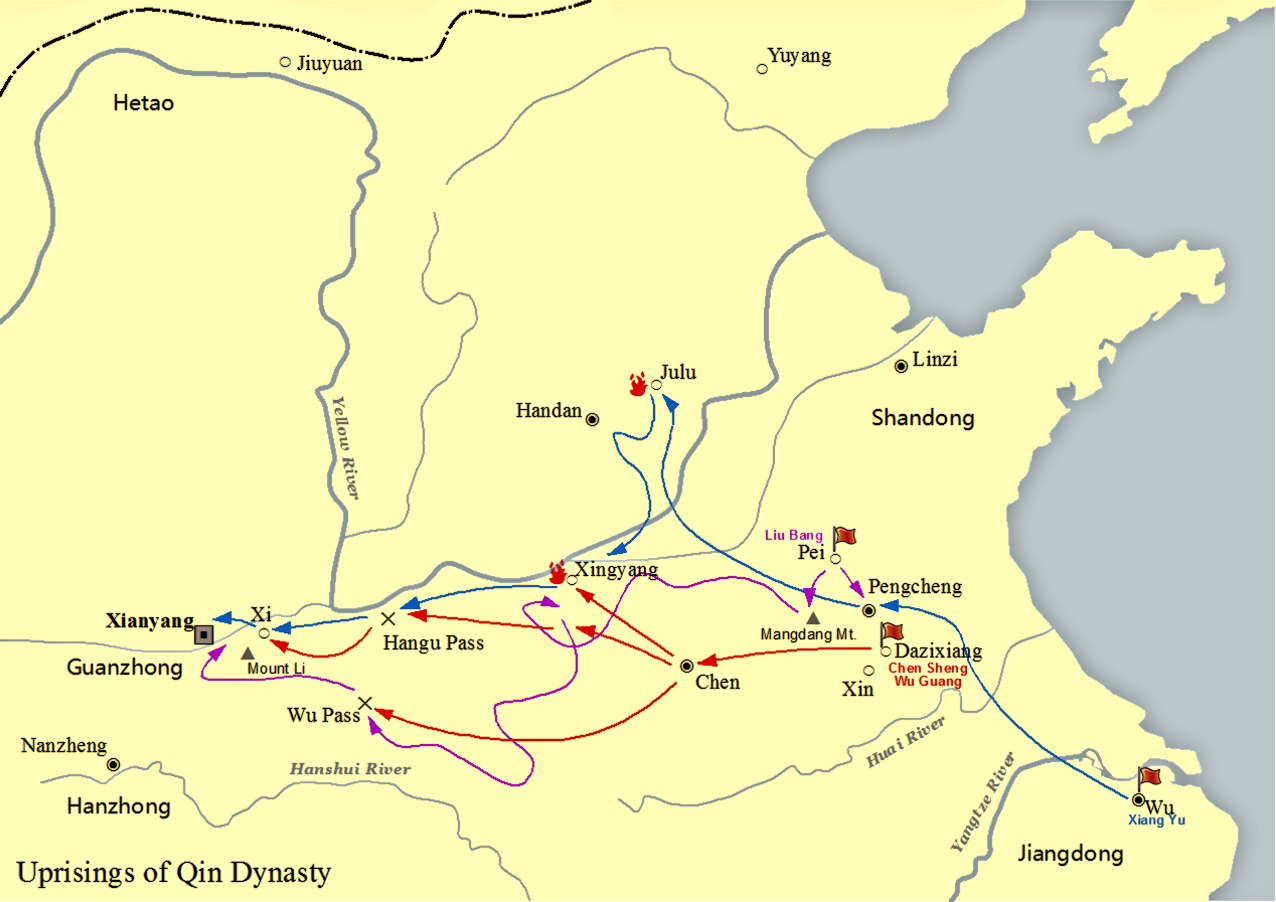
陳勝・呉広の乱

陳勝・呉広の乱（ちんしょう・ごこうのらん、繁: 陳勝吳廣起義、Chén Shèng Wú Guǎng Qǐyì、大澤郷起義）は、中国秦末に兵士であった陳勝と呉広が起こした、史上初の農民反乱。

## 蜂起
始皇37年（紀元前210年）10月、始皇帝が崩御すると、その末子である胡亥が兄の扶蘇を謀殺して即位した。
二世元年（紀元前209年）7月、陳勝と呉広は辺境守備のため、半ば強制的に徴兵された農民900名と共に、漁陽へと向かっていた。しかしその道中、蘄県大沢郷（現在の安徽省宿州市埇橋区）にさしかかったところで大雨に遭って道が水没し、期日までに漁陽へとたどり着く事が不可能になる。秦の法ではいかなる理由があろうとも期日までに到着しなければ斬首である。期日までに着けない、そう判断した時点で陳勝と呉広は反乱を決意し、将尉たちを殺そうと画策する。
2人は事が成就するか占うため易者を訪ねた。彼らの心中を察した易者は、「事業は成功するが、貴方達自身についての占いの結果は『鬼』と出た」 と言った。それを聞いた陳勝らは「占いを成就させるには鬼神の力を借りるのが良い」と解釈して喜び、「鬼神を仮託して人々を威服させよう」と画策する。まず「陳勝王」と朱書きした布切れを魚の腹に入れておいた。何も知らない兵卒は魚を料理しようとしてその布切れを発見し、ひどく気味悪がった。さらに、呉広が宿営の近くにある祠に潜伏し、夜中に狐火を焚き、「大楚興らん、陳勝が王たらん」と狐の鳴き声を真似て叫んだ。兵卒たちはこれを聴いて以来、陳勝を見ては恐れ、噂をしあうのだった。
計画の下準備を終えた二人は、ついに決行にうつる。引率の将尉二人が酒に酔ったところを見澄まして呉広が彼らの面前に歩み寄り、聞こえよがしに「俺は逃げる」と繰り返した。酒に酔った将尉は激怒し、呉広を鞭で打ち据える。何時の間にか周囲に兵卒たちが寄ってきて、将尉への反感を募らせていった。将尉の剣が抜け落ちた。呉広は即座に剣を拾いあげ、将尉の一人を斬り殺した。すぐさま陳勝が加勢し、もう一人を殺す。
それから、陳勝は兵卒たちを召集して演説した。
「俺たちは大雨に降られ、最早期日には間に合わない。期日への遅れは問答無用で斬首だ。仮に殺されないとしても、労役で死ぬのは10人中6・7人であり、労役で死なずとも帰途で死ぬかもしれない。どうせ死ぬのならば、名を残して死ぬべきだ。もとより、人間に王侯将相の種族の別があろうか」。
兵卒たちはこれを聴き、一斉に同意を示した（大沢郷起義）。
この時に民衆の支持を集めるために陳勝は扶蘇、呉広は項燕を名乗った。始皇帝の長子にして悲劇の皇太子である扶蘇と旧楚の英雄である項燕は庶民に人気があり、多くはその死を知らずまた信じていなかった。二人はそれを利用した。
彼らはまず大沢郷を占領、それから諸県を攻略し、陳を取るころには兵車600乗・騎兵1000余・兵卒数万の大勢力になっていた。陳を攻めた時、郡守・県令は既に逃亡しており、副官が抗戦したがあっという間に陥落した。陳に入城した陳勝はここを本拠とし、即位して王となり、国号を張楚と定めた。

## 反乱の拡大と章邯の反撃
「陳勝、蜂起す」。この噂が広まると、それまで秦の圧制に耐えていた各地の人民が郡守や県令を血祭にあげて陳勝に呼応した。勢いづいた陳勝は呉広を仮の王として諸将を統率させ西へ征かせるとともに、武臣に張耳・陳余をつけて趙の地を略定させ、鄧宗に九江郡を攻略させた。魏へは周巿が派遣された。
陳に周文（周章）という人物がいた。陳勝は、彼が軍事に練達していると聞きつけると、彼に将の印を与えて、楚軍を西進させて秦を討たせた。周文は徴兵しながら進軍し、函谷関に到るころには兵車1000乗、兵卒数十万の大兵団となり、かつて何人も破れなかった函谷関を抜く。
だが、楚軍が秦の都の咸陽付近まで迫って来た時、秦の将軍の章邯は反乱軍の勢いと秦軍の少なさから、始皇帝の陵墓で働いていた囚人20万人に武器を与え、これを楚軍に当てた。戦功を挙げれば罪が赦される囚人たちは決死の兵となり、楚軍はここに到って秦軍に敗れた。
周文は敗走後も曹陽に拠って秦を防いだが数カ月支えたのち陥落し、さらに澠池で秦軍を迎撃するが防ぎきれず、ついに自決する。この大敗によって楚軍は戦意を喪失し、ここから張楚はその勢いに翳りを見せ始める。
趙を平定した武臣は邯鄲に入城すると、独立して王を称した。陳勝は怒ったが、ここで趙が敵に回ることは致命的となるので、やむをえずこれを認めた。趙王となった武臣は韓広に命じて燕を平定させるが、韓広が燕の有力者たちに奉戴されて燕王となってしまったので、やむなく武臣もこれを認めた。また、斉では旧斉の王族である田儋が従弟の田栄・田横兄弟らと協力して立ち、魏でも周巿が旧魏の王族の魏咎を擁立して魏王とし、自身は宰相となった。

## 陳勝・呉広の死
呉広は滎陽を攻めていたが、三川郡守の李由（李斯の長男）の防戦にあって攻めあぐねていた。そのうちに周文は敗走し、秦軍は呉広の軍に迫ってくる。呉広の諸将は、田臧を中心としてひそかに陰謀をめぐらしていた。
「呉広将軍は兵の使い方が下手だ。このまま秦軍と衝突して勝てるわけがない」　
田臧らは呉広を殺害して指揮権を奪い取り、陳勝に呉広の首を送った。陳勝はやむなく暗殺を正当だと認め、田臧を令尹（宰相）・上将とした。しかし、田臧も章邯の前に敗れ、戦死した。
章邯の破竹の進撃は続いた。各地で反乱軍を破った章邯は、ついに陳勝の本拠である陳にむかって進軍し、まずは張楚の上柱国の蔡賜を討った。さらに陳の西方で張楚の張賀と交戦し、陳勝も自ら張賀を援けようと出陣するが敗北、張賀は戦死する。
二世2年（紀元前208年）12月、ついに陳勝は逃げ出して汝陰へ、ついで下城父へ到ったが、そこで自分の御者である荘賈に殺された。反乱はわずか6カ月で鎮圧された。
項梁らは後々陳勝と連携するつもりであったが、この報を聞いて作戦の変更を余儀なくされた。

## 乱後
陳勝の死後、対秦の戦争は楚の項梁によって引き継がれ、劉邦が武関を破るに及んでついに秦王子嬰が降伏し、秦帝国（子嬰の代には王国に戻る）は滅ぶ。時に高祖元年（紀元前206年）10月であった。
しかし、その後も戦乱は終息せず、漢の劉邦と楚の項羽の争い、いわゆる楚漢戦争へと発展していく。
死んだ陳勝は芒碭山に葬られた。諡は「隠王」である。のち、劉邦は彼を尊び、その墓所の周辺に民家を置き、代々墓守をさせた。
現在、物事の先駆けをすることや、またその人を意味する陳勝呉広という言葉があるが、それは最初に秦に反旗を翻した陳勝と呉広の2人にちなんでいる。

## 「失期法皆斬」に関して
陳勝・呉広らが決起する原因となった、秦の法律の条文「失期法皆斬」（期を失すれば法皆斬せらる）。『史記』のこの挿話は秦法の過酷さを伝えているが、発掘された当時の資料からは違う側面もうかがえる。
当時、徴用された人夫の処罰に関しては労役の規定（徭律）が適用され、遅延についての罰則は罰金・期間延長が科せられた。しかし、防人（屯卒・戍卒）のそれは軍事の規定（軍律）があてられたという。軍律では、いかなる理由であれ、遅延の罪は「斬」（死罪）とされた。「失期法皆斬」は軍法の規定によるものであった。

## 張楚の諸将相
- 葛嬰∶符離の出身。楚地東方の攻略に派遣され、東城で襄彊を楚王に擁立する。陳勝に復命するが、その越権をとがめられ誅殺される。
- 鄧宗∶汝陰の出身。九江郡に派遣される。
- 武平君 畔∶郯に割拠する秦嘉の勢力を張楚に取り込もうと派遣されるが、その掣肘を嫌った秦嘉に殺された。
- 周文∶陳の出身。秦地の攻略に派遣され、函谷関を抜き関中に進出する。秦将章邯の反撃をうけ後退、澠池で敗死した。
- 張耳・陳余∶大梁の出身。陳勝との会見ののち、趙地の攻略に校尉として従軍する。
- 武臣∶陳の出身。趙地攻略の上将として起用される。戦功を挙げ趙王を称し、陳勝と確執する。
- 召騒∶武臣の護軍（戦目付）。趙王武臣の大臣となる。
- 周市∶魏人。魏地攻略に派遣され、陳勝の認可をえて魏咎を魏王に擁立する。魏王の宰相となった。
- 田臧∶仮王・呉広の属将。滎陽を攻囲していた呉広を殺し、軍の指揮を奪い上将となる。章邯を迎撃するが敗死した。
- 李帰∶田臧の属将。滎陽で章邯に敗れる。
- 鄧説∶陽城の出身。郯にて章邯の別軍に敗れ陳に帰還する。その後、陳勝に誅殺された。
- 伍徐∶許にて章邯に敗れる。
- 張賀∶陳勝とともに陳の西で章邯を迎撃するが戦死。
- 蔡賜∶上蔡の出身。張楚の上柱国（宰相）。房君の爵号をもつ。章邯に敗れる。
- 張敖∶張耳の子。趙王武臣らに対する蔡賜の懐柔案により、成都君の称号をえている。
- 朱房・胡武∶朱房は中正（人事官）、胡武は司過（軍法官）として陳勝に信任される。しかし、その厳罰の姿勢が諸将に恐れられ、陳勝は声望を失っていく。
- 孔甲∶孔子の子孫。陳勝から博士に任命される。その仕官の理由を『史記』では焚書坑儒を遠因に挙げている[5]。
- 荘賈∶陳勝の御者。敗走する陳勝を見限り、下城父にて殺害しその首を章邯に献じ投降する。その後秦軍に属するが、呂臣に攻殺された。
- 宋留∶南陽郡に派遣される。陳勝の死を知り新蔡に退却、秦軍に投降する。咸陽にて刑死。
- 呂臣∶陳勝の中涓（舍人・側近）。陳勝を殺害した荘賈を倒し陳を奪回する。しかし章邯に敗退し、英布（黥布）の軍に合流した。のちに楚の懐王に仕える。